# Canon EOS R50
- -
Le Canon EOS R50 est un appareil photo hybride (à objectifs interchangeables) au format APS-C produit par Canon. L'appareil photo a été lancé par Canon en mars 2023, en même temps que le télézoom RF-S 55-210mm F5-7.1 IS STM.
Il peut filmer en 4K à 30 im./s sans recadrage de l'image (l'ensemble de l'image fournie par le capteur de 6000 × 4000 pixels est exploitée, par interpolation).

## Réception
Les reviewers signalent qu'à son lancement il s'agit de l'appareil le  moins coûteux de la gamme EOS R, mais que néanmoins il a de bonnes performances en mode rafale et que l'autofocus est très performant. Malgré le nombre limité d'objectifs RF-S actuellement disponibles, la sortie de nombreux modèles à ce format pourrait indiquer l'abandon de la série EOS M par Canon.